# Hallandale Beach
Hallandale Beach är en stad (city) i Broward County, i delstaten Florida, USA. Enligt United States Census Bureau har staden en folkmängd på 37 800 invånare (2011) och en landarea på 10,9 km².
Namnet anspelar på svenskamerikanske pastorn Bengt Magnus Halland, vars son John Luther Halland och måg Fritz Jacobson var bland grundarna. John Luther Halland var också den första postmästaren på orten.